# Margarinotus graecus
Margarinotus graecus är en skalbaggsart som först beskrevs av Gaspard Auguste Brullé 1832.  Margarinotus graecus ingår i släktet Margarinotus och familjen stumpbaggar.

## Underarter
Arten delas in i följande underarter:
- M. g. horni
- M. g. graecus
- M. g. cyrenaicus
- M. g. mauritanicus